# مفتاح جورج السري للكون
مفتاح جورج السري للكون (بالإنجليزية: Geoge's Secret Key to the Universe)‏ هو كتاب للأطفال صدر عام 2007 للكاتبة والصحفية لوسي هوكينغ رفقة والدها ستيفن وبمساعدة من كريستوف جالفارد. تلى الكتاب مجموعات قصصية أخرى وهي بحث جورج عن الكنز الكوني (عام 2009) ثم جورج والانفجار العظيم (عام 2011) وجورج والترميز غير القابل للكسر (عام 2014) وأخيرا جورج والقمر الأزرق (عام 2016)، وقد استهدفت لوسي وكعادتها فئة الأطفال الذين تتراوح أعمارهم بين 9 سنوات فما فوق وذلك من أجل تحبيب العلم لهم منذ سنة مبكرة.

## ملخص
الشخصيات الرئيسية في الكتاب هم سوزان، رينجو، جورجد إريك، آني، الدكتور ريبر والكون بالإضافة إلى أقوى جهاز كمبيوتر في العالم. شخصية الكون تسمح للناس من خلال الحاسوب بالنظر إلى الفضاء الخارجي واستكشافه فضلا عن توفيرها (شخصية الكون) لأيقونات والتي تكون بمثابة بوابات تسمح لمالك الحاسوب أو مستعمله بالسفر إلى الفضاء الخارجي.
الكتاب مكتوب على شاكلة قصة، وقد عمدت لوسي رفقة والدها إلى جعله بتلك الطريقة وذلك قصد تعريف الأطفال على مختلف جوانب الكون بطريقة ممتعة وفي نفس الوقت تثقيفية. حيث تبدأ بوصف الذرات والنجوم والكواكب وأقمارها في جو من المتعة بعيدا عن الملل؛ ثم تمضي في وصف الثقوب السوداء التي لا تزال موضوع بحث وتُركز عليها بشكل خاض في الجزء الأخير من الكتاب. كما يحتوي الكتاب على صور حقيقة وتعبيرية لمزيد من التوضيح ومن بين تلك الصور هناك ما منها حقيقي لكوكب المريخ وكذلك لقمريه.

## الإنتاج
نُشرت تقارير في حزيران/يونيو 2006 تُؤكد على أن ستيفن ولوسي هوكينج سيقومان بكتابة كتاب للأطفال بمساعدة من كريستوف جالفارد؛ وقد أكد تقرير البي بي سي على أن الكتاب سيهدف في المقام الأول إلى «شرح الفيزياء النظرية» بطريقة سلسلة وممتعة بعيدا عن كل التعقيدات التي عادة ما تُحيط بهكذا مواضيع. وقد أُعلن عن الانتهاء من الكتاب فعليا في حزيران/يونيو 2007 تحت عنوان مفتاح جورج السري للكون،  قبل أن يتم إصداره والبدء في توزيعه ابتداء من 23 تشرين الأول/أكتوبر 2007.

## استقبال
راجعت صحيفة ذي إندبندنت الكتاب وقيَّمته بشكل إيجابي، كما وصفته بأنه «كتاب ممتاز» خاصة وأنه يُعرف بالعلم بطريقة رائعة وحماسية واعتبرت أن هذا الكتاب مناسب للأطفال وفي نفس الوقت للشباب والباحثين المبتدئين في مجال الفيزياء ومجال الكون، بيد أنها اعتبرت أن هناك بعض الجوانب السلبية والحواف «الخشنة» التي من شأنها التسبب في نشر مغالطات علمية من الصعب على الأطفال التمييز بينها وبين الحقائق المؤكدة. أما موقع أبوت.كوم فقد أعطى الكتاب 3 من أصل 5؛ مشيرا إلى أن الكتاب «موصى به بالنسبة للأطفال، ولكن ليس للبالغين» مؤكدا على أن القصة في هذا الكتاب تبدو مفتعلة وليست تلقائية؛ لكن وبالرغم من ذلك فالكتاب يهدف إلى تعليم الأطفال أساسيات علم الفلك والفيزياء الفلكية وعلم الكونيات وغيرها من المبادئ التي تحكم الكون. أما موقع كيركوس ريفيوز فقد أعطى للكتاب تقييما جيدا واعتبره غاية في الأهمية، خاصة وأنه قام بنقض قوانين الفيزياء المشكوك فيها كلما اقتربت القصة من النهاية؛ إلا أنه انتقد المراجع المعتمد عليها وخلص إلى أن الكتاب يصلح للبيع إلا أنه «لا يظهر الكثير من الاحترام للجمهور المستهدف». فيما قيم موقع الحس الإعلامي الكتاب بنجمتين من أصل 5 مشيرا إلى أن بعض فقرات الكتاب كانت رائعة وتحتوي على معلومات صحيحة وموثوقة وما زاد من روعتها الصور المستعملة في تلك الفقرات؛ إلا أنه انتقد بعض القصص الخيالية والتي قال أنها تحتوي على معلومات شائعة لكنها غير دقيقة من الناحية العلمية. وأضاف «قد يكون [الكتاب] رائعا لأنه يُعرفنا على الخيال العلمي ...  الكتاب يهدف إلى تعليم أساسيات علم الفلك و الفيزياء، لكن بعضا من فقراته مربكة .. فكيف يستطيع الشباب أو قراء الكتاب معرفة ما هو صحيح مما هو نظري ومما هو مجرد هراء؟».